# SkyDive Dubai Pro Cycling Team-Al Ahli Club
SkyDive Dubai Pro Cycling Team-Al Ahli Club (código UCI: SKD) fue un equipo ciclista profesional emiratí de categoría Continental.
Fue creado para la temporada 2014, teniendo su base en el equipo amateur Al Ahli y siendo el primer equipo profesional de los Emiratos Árabes Unidos.

## Clasificaciones UCI
El equipo participa en los circuitos continentales, principalmente en el UCI Asia Tour.

### UCI África Tour
| Temporada | Clasificación por equipos | Mejor corredor | Posición |
| 2013-2014 | 9º                        | Rafaâ Chtioui  | 46.º     |
| 2015      | 1º                        | Rafaâ Chtioui  | 4º       |

### UCI Asia Tour
| Temporada | Clasificación por equipos | Mejor corredor     | Posición |
| 2013-2014 | 7º                        | Alexandr Pliuschin | 24º      |
| 2015      | 7º                        | Andrea Palini      | 3º       |

### UCI Europe Tour
| Temporada | Clasificación por equipos | Mejor corredor    | Posición |
| 2015      | 97.º                      | Francisco Mancebo | 412.º    |

## Palmarés
Para años anteriores, véase Palmarés del SkyDive Dubai Pro Cycling Team-Al Ahli Club

### Palmarés 2017

#### Circuitos Continentales UCI
| Fechas | Circuito | Carreras | Ganador |

#### Campeonatos nacionales
| Fechas | Carreras | Ganador |

## Plantilla
Para años anteriores, véase Plantillas del SkyDive Dubai Pro Cycling Team-Al Ahli Club

### Plantilla 2017
| Nombre                  | Nacimiento | Nacionalidad           | Equipo 2016    |
| Sultan Hassan Alhammadi | 15/08/1993 | Emiratos Árabes Unidos | Sky Dive Dubai |
| Rafaâ Chtioui           | 26/01/1986 | Túnez                  | Sky Dive Dubai |
| Saeed Desmal            | 02/08/1998 | Emiratos Árabes Unidos | Neoprofesional |
| Soufiane Haddi          | 20/02/1991 | Marruecos              | Sky Dive Dubai |
| Maher Hasnaoui          | 22/09/1989 | Túnez                  | Sky Dive Dubai |
| Al Ali Ibrahim          | 17/11/1994 | Emiratos Árabes Unidos | Sky Dive Dubai |
| Khalid Ibrahim          | 12/11/1995 | Emiratos Árabes Unidos | Sky Dive Dubai |
| Adil Jelloul            | 14/06/1982 | Marruecos              | Sky Dive Dubai |
| Francisco Mancebo       | 09/03/1976 | España                 | Sky Dive Dubai |
| Mohamed Mehrab          | 13/05/1998 | Emiratos Árabes Unidos | Neoprofesional |
| Tarek Obaid Murad       | 01/04/1984 | Emiratos Árabes Unidos | Sky Dive Dubai |
| Marlen Zmorka           | 01/07/1993 | Ucrania                | Sky Dive Dubai |